# Bonderøven
Bonderøven er et dansk tv-program produceret af DR og udsendt på DR1. Programmet blev oprindeligt sendt på den smalle kanal DR2 men blev i 2011 flyttet til DR1 pga. sin store succes. Ved sæsonstarten den 4. maj 2021 skiftede programmet navn til Frank & Kastaniegaarden.
Kastaniegaarden på Djursland danner rammen om programmerne, hvor vi følger Frank Erichsen i hans drøm om at blive selvforsynende. Frank lever drømmen om et mere enkelt liv ud sammen med sin kone Theresa og deres børn Alma og Johan. I den ånd gøres alle ting, så vidt muligt, på gammeldags facon med redskaber han selv kan reparere, når de går i stykker og hjælpemidler, der skal trækkes med hest.
Der er foreløbigt sendt 22 sæsoner. Der er bortset fra de første blevet sendt 2 sæsoner per år; mønsteret er at der sendes en sæson startende i januar, februar, eller marts, og en sæson startende i august, september, eller oktober. I de seneste sæsoner har hver sæson haft 10 afsnit, et per uge.

## Gården
Da Erichsen købte gården, var det et nedlagt landbrug, som Erichsen nu har startet op igen. Dengang hed gården Kejsergården, men Frank og Theresa syntes det navn var for pompøst og omdøbte den Kastaniegaarden, da der vokser et stort kastanjetræ midt på gårdspladsen.
Gården består af flere bygninger. Ved overtagelsen boede Erichsen i det stråtækte bindingsværkshus, der dog var i dårlig stand. En tidligere grisestald blev ombygget til beboelse, hvorefter de flyttede ind i denne. Siden er det originale stuehus blev revet ned, og Erichsen har bygget et nyt. Gårdens øvrige bygninger er også blevet ombygget og renoveret. Den ene stald har fået et værksted i den ene ende, mens der fortsat er stald i den anden. En anden stald er blevet revet halvt ned og ombygget. I en staklade er der plads til heste.
For enden af det gamle stuehus (grisestalden) har Frank bygget et victoriansk drivhus op.

### Gårdens dyr
Kastaniegaarden har gennem programserien været hjemsted for et varieret dyrehold, og en del dyr er blevet skiftet ud undervejs.
- Heste: Inden Frank købte gården, købte han to heste: Bellis og Mammut, som blev købt for at han kunne arbejde med på marken. Men Bellis blev aldrig helt så stor som Frank havde håbet og Mammut har desværre vist sig at være for utilregnelig som trækdyr. Bellis og Mammut er derfor blevet afhændet, og Frank har købt en ny hest, som hedder Solveig, og som allerede var trænet som trækhest. Solveig har fået to føl, hvoraf det ene blev solgt. Den anden måtte aflives efter at have fået en slem gang kolik. H.C., som hesten blev kaldt, blev efterfølgende doneret som kød til Ree Park. Sidenhen har Frank købt en knabstrupper, Filippa, som fungerer som selskab til Solveig. Hestene har bo i stakladen.
- Hund: Frank havde en hund der hed Malik, som var en siberian husky. Frank fik Malik på et tidspunkt, hvor drømmen var at komme til Alaska og jage i de store skove. Malik gik også under navnet "Førerhunden", fordi han altid satte sig ved rattet, når han var alene i førerhuset på Franks gamle Toyota Land Cruiser HJ45. Sider har han fået labradoren Kajsa. I 2023 fik Kajsa hvalpe.
- Køer: Jerseykoen Maren var den første ko på Kastaniegaarden. Den var dog for højtydende til det lille landbrug, så den blev skiftet ud med et stykke Jysk kvæg, der er mere nøjsomt og som er velegnet til afgræsning. Frank har sat sig for at han vil malke sin Jyske ko, selv om det er mange år siden nogen sidst har forsøgt at malke denne kvægrace.
- Geder: Gederne blev anskaffet for både at skaffe mælk og kød til Kastaniegaarden, men de blev udskiftet med får efter der kom køer på gården. Gedeflokken bestod af en gammel buk, Anton, og nogle hunner som blev brugt som malke-geder. Derudover kom der hvert år en masse kid til, som blev slagtet når de var store nok. Den eneste ged som skilte sig ud fra flokken, var Lillen. Det var en lille buk hvis mor døde da han var helt lille, ligeså gjorde hans plejemor. På et tidspunkt fik Lillen også rykket sit øremærke ud, og på den måde revet sit øre itu. Så Franks kæreste, Theresa, fredede den efter den er blevet gårdens kæle-ged. Efter et par år gik det dog ikke længere, for Lillen var blevet stor og var efter de andre geder, og Frank måtte konstatere at han ikke driver "dyrenes gård". Lillen blev derfor til sidst slagtet. Gederne boede i stalden ved siden af værkstedet, når de ikke var ude.
- Gæs: Der findes også gæs på gården. De bliver i løbet af året flyttet rundt på gårdens grønne områder og fungerer på den måde som effektive græsklippere. Alle, på nær nogle få, bliver slagtet til jul. De resterende skal lægge æg som så skal danne næste års flok.
- Høns: Der er selvfølgelig også høns på gården som lægger æg og dem der er for mange af, som for eksempel hanekyllingerne, bliver slagtet. Hønsene bor i et bindingsværkshus bag ved det gamle stuehus.
- Grise: Grisehold har der flere gange været på Kastaniegaarden, men Frank synes de er for krævende i foder til at passe ind i bedriften, så de er aldrig blevet en permanent del af besætningen.
- Bier: Oprindeligt ville Frank holde bier som i Frankrig, i udhulede træstammer, men det projekt blev afløst af to almindelige bistader som giver et godt udbytte af honning.
- Katte: Gården har flere katte, som fanger mus og gnavere.

## Om programmet
Bonderøven blev vist første gang d. 23. marts 2008 og hvert program har en længde af ca. en halv time. Sæsonerne har et varierende antal afsnit. Første sæson blev udgivet på DVD den 30. juni 2009.
Sæsonen bliver vist med et års forsinkelse, dvs. at afsnittene i julen 2011 er blevet optaget i julen 2010.
Gennemsnitligt bliver der brugt fem dage på at optage indholdet til ét program.
Hvert program bliver lavet, så det indeholder noget håndværk, noget med dyrkning og noget med dyrene på gården.

## Personel
- Frank Ladegaard Erichsen (vært)
- Peter Wath (foto og tilrettelæggelse)
- Mogens Fink Elbæk (tilrettelæggelse, klipning og musik)
- Nanna Ernst (tegner)
- Carsten Ortmann (introspeak) - 1. og 2. sæson
- Rikke Lauridsen/Hedman (tidligere redaktør)

## Hæder
I 2010 vandt programmet prisen som "Det bedste public service format" ved The Eurovision Forum i Schweiz. Erichsen og resten af holdet bag programmet var dog uvidende om nomineringen, inden de fik besked om, at de havde vundet.
I 2011 var Bonderøven nomineret til prisen som "Årets TV-program" ved Billed-Bladet prisoverrækkelse TV-GULD. Prisen gik dog til dramaserien Borgen. I 2012 var programmet også nomineret, og her var Erichsen nomineret til "Årets mandlige TV-vært". Vild med dans vandt førstenævnte pris, og Mikkel Beha Erichsen vandt den anden.
I 2014 var programmet atter nomineret til samme pris, hvor den vandt. Prisen uddeles på baggrund af stemmer fra bladets læsere. Bonderøven var nomineret igen i 2015, men blev dette år slået af Badehotellet fra TV 2.

## Musik
Programmets temasang er af Magtens Korridorer med "Lørdag Formiddag".
Andet musik der er brugt i programmerne:
| Artist                        | Sangtitel |
| ----------------------------- | --- |
| The 1975                      | "The Sound" |
| Allan Olsen                   | "'49" Aston Martin 66 "Frie Mænd" "Persona non grate in Re"                                                             |
| America                       | "A Horse with No Name"                                                                                                  |
| Anastacia                     | - |
| Aske Bentzon                  | "Badminton" |
| Baby Woodrose                 | "Pouring Water" |
| Baha Men                      | "Who Let the Dogs Out"                                                                                                  |
| Balstyrko                     | "Ravn" |
| Baryl                         | |
| Beastie Boys                  | "Intergalactic" |
| Beck                          | "Where It's At" "Gamma Ray"                                                                                             |
| Beyoncé                       | |
| Billie Eilish                 | "Lunch" |
| Blind Faith                   | "Can't Find My Way Home"                                                                                                |
| The Blue Van                  | "Man Up" |
| Bo Kaspers Orkester           | "Ett & Noll" |
| Bob Marley                    | |
| Bonnie Raitt                  | "Nick of Time" "Longing in their hearts" "What You're Doin' To Me" "I Knew" "Not Cause I Wanted To" "Love Me Like a Man |
| Booker T. & the M.G.'s        | "Green Onions" |
| Bryan Adams                   | "Run To You" |
| Burt Bacharach                | "Raindrops Keep Fallin' on My Head"                                                                                     |
| Børge Roger-Henrichsen        | - |
| Camila Cabello ft. Young Thug | "Havana" |
| Carole King                   | "It's Too Late" |
| Caroline Henderson            | "Nu Er Det Stille Igen"                                                                                                 |
| Carpark North                 | "Beasts" |
| Charles Brown                 | "Merry Christmas Baby"                                                                                                  |
| Caroline Henderson            | "Vil Du Være Min I Nat"                                                                                                 |
| Chris Rea                     | "Driving Home For Christmas"                                                                                            |
| Chuck Berry                   | "Run Run Rudolph" |
| Cirkus Arenas Husorkester     | - |
| Coldplay                      | "Talk" "Trouble" "Yellow"                                                                                               |
| Colorblind                    | "Living Together" "Paradise" "Up Here"                                                                                  |
| The Corrs                     | "Heavens Knows" "Toss the Feathers"                                                                                     |
| The Cure                      | "Friday I'm in Love" |
| C.V. Jørgensen                | "Amor og den sidste pil" "Fraklip Fra Det Fjerne"                                                                       |
| D-A-D                         | "Sleeping My Day Away"                                                                                                  |
| Darlene Love                  | "All Alone On Christmas"                                                                                                |
| David Kitt                    | "Dancing In The Moonlight"                                                                                              |
| De Nattergale                 | "The Støvle Dance" |
| Death Cab for Cutie           | "You Are a Tourist" |
| Deep Purple                   | "Child in Time" "Without You"                                                                                           |
| Dire Straits                  | "Six blade knife" |
| Doobie Brothers               | "China Grove" |
| Duffy                         | "Mercy" |
| Dúné                          | "Bloodlines" |
| The Eagles                    | "Hotel California" |
| Ed Sheeran                    | "How Would You Feel (Paean)"                                                                                            |
| Ella Augusta                  | "Baglæns" |
| Eric Clapton                  | "Circus" "Since You Said Goodbye" "Somebody's Knockin'"                                                                 |
| Figurines                     | - |
| Fleetwood Mac                 | "Never Going Back Again" "You Make Loving Fun" "Albatros"                                                               |
| Folkeklubben                  | |
| Gene Autry                    | "Here Comes Santa Claus"                                                                                                |
| Green Day                     | "American Idiot" |
| Jack Johnson                  | "Belle" "Better Together" "Constellations" "Staple it Together "Talk of the Town" "You And Your Heart"                  |
| James Brown                   | |
| James Taylor                  | "Steamroller Blues" "September Grass"                                                                                   |
| Jens Unmack                   | "Skovens dybe Stille"                                                                                                   |
| JJ Cale                       | - |
| John Mayall                   | "Room To Move" |
| John Mayer                    | "Crossroads" "Love Is A Verb" "Something like Olivia" "Queen of California" "Who Says" "Paper Doll"                     |
| Johnny Madsen                 | "Jenny" "Sorte måne" "Vi gi'r, vi ta'r"                                                                                 |
| Jon Bon Jovi                  | "Please Come Home For Christmas"                                                                                        |
| Kaiser Chiefs                 | "Ruby" |
| Kasper Winding                | "Køreturen" |
| Khruangbin                    | |
| Kim Larsen                    | "Elefantens vuggevise" "Stille og Roligt"                                                                               |
| Kings of Leon                 | "Sex on Fire" |
| Kira & The Kindred Spirits    | - |
| Lalo Schifrin                 | - |
| Lenny Kravitz                 | - |
| Leslie West Band              | - |
| Lightwave Empire              | "Too Close To The Sun"                                                                                                  |
| Little Steven                 | "Bitter Fruit" |
| Lloyd Cole and the Commotions | - |
| Lou Reed                      | "Xmas in February" |
| Lucinda Williams              | "What If" "Mama You Sweet"                                                                                              |
| Major Lazer                   | "Cold Water" |
| Marie Frank                   | "Symptom Of My Time" |
| Mel & Kim                     | "Rockin' Around The Christmas Tree"                                                                                     |
| The Meters                    | - |
| Michael Jackson               | "Wanna Be Startin' Somethin'"                                                                                           |
| Miike Snow                    | - |
| Mogwai                        | - |
| Natural Born Hippies          | "Am I Not Sweet" |
| Nancy Sinatra                 | "These Boots are made for Walkin'"                                                                                      |
| Neil Young                    | "Heart Of Glass" |
| Neil Young & Crazy Horse      | "My My, Hey Hey (Out Of The Blue)" " Sail Away"                                                                         |
| Nina Forsberg                 | "Hallelujah Time" |
| Nissebanden                   | "Polarnat" "Fiffig Jørgensen"                                                                                           |
| Norman Greenbaum              | "Spirit in the sky" |
| Queen                         | "Bohemian Rhapsody" |
| Patti Scialfa                 | - |
| Patty Griffin                 | - |
| Paul Simon                    | "Graceland" "Late in the evening" "50 Way To Leave Your Lover"                                                          |
| Peter Gabriel                 | "Digging On The Dirt"                                                                                                   |
| Peter Sommer                  | "8-6-6-0" "Bittersød natteskygge"                                                                                       |
| The Police                    | "Bring On The Light" "Walking on the Moon"                                                                              |
| Presidents Of The USA         | "Peaches" |
| The Pretenders                | "Don't Get Me Wrong" "Have Yourself a Merry Little Christmas"                                                           |
| Raquel Rastenni               | "Vovsen I Vinduet" |
| Rammstein                     | "Du Hast" |
| Ray Dee Ohh                   | "Rør Mig - Ryst Mig" |
| Red Hot Chili Peppers         | "Californication" |
| Rickie Lee Jones              | "Chuck E.'s In Love" |
| Robbie Robertson              | "Fear Of Falling" "Somewhere Down The Crazy River"                                                                      |
| Robert Plant                  | - |
| The Rolling Stones            | "Everybody Know About My Good Thing" "Wild Horses"                                                                      |
| Roxette                       | "Wish I Could Fly" |
| The Sandmen                   | "House In The Country"                                                                                                  |
| Santana                       | "Samba Pa Ti" |
| Saybia                        | "The Day After Tomorrow"                                                                                                |
| The Script                    | "Breakeven" |
| Sebastian                     | "Her er en sang" "Når lyset bryder frem" "Sommerfuglen"                                                                 |
| Shu-bi-dua                    | "Vuffeli-vov" "Danmark"                                                                                                 |
| Simply Red                    | "Stars" |
| Sort Sol                      | "Let Your Fingers Do the Walking"                                                                                       |
| Sorten Muld                   | "Bonden og Elverpigen"                                                                                                  |
| Southern Gothic Tales         | "Slip Me a Pill" |
| Steely Dan                    | "Do It Again" "Third World Man"                                                                                         |
| Stevie Wonder                 | "Pastime Paradise" |
| Sting                         | "Shape of My Heart" |
| Superheroes                   | "You just dont turn me on" (speciel akustisk version)                                                                   |
| Sylvester Larsen              | "Silver Dollar" |
| Tim Christensen               | "India" "As I let You In" "Two Is A Crowd"                                                                              |
| Tina Dickow                   | "Glow" |
| Thomas Helmig                 | "Takker" "Vi kom med Funk " "You can't feel" "Elcamino"                                                                 |
| Tom Petty & The Heartbreakers | "Wildflowers" "Breakdown"                                                                                               |
| Tom Waits                     | "Christmas Card from a Hooker in Minneapolis"                                                                           |
| Troelsen & Varano             | - |
| Vampire Weekend               | - |
| Van Morrison                  | "Stranded" |
| Volbeat                       | "Light A Way" |
| Wham!                         | "Last Christmas" |
| White Lies                    | "Farewell to the Fairground"                                                                                            |
| The XX                        | "Crystalised" |
| Yes                           | "Owner of a Lonely Heart"                                                                                               |
| Yppah                         | "Gumball Machine Weekend"                                                                                               |
| -                             | Mission Impossible-theme "Nu er det jul igen"                                                                           |